# Didn’t It Rain
Didn’t It Rain ist das zweite Album des britischen Musikers und Schauspielers Hugh Laurie. Es wurde am 6. Mai 2013 unter dem Label Warner Music Group veröffentlicht und besteht, wie Lauries erstes Album Let Them Talk, aus Coverversionen bekannter Blues- und Jazzstandards.

## Entstehung
Das Album wurde im Januar 2013 im Ocean Way Studio in Los Angeles von Laurie und seiner Begleitband The Copper Bottom Band aufgenommen. Außerdem treten die Gastsänger Taj Mahal, Gaby Moreno und Jean McClain auf mehreren Songs auf.
Um sich auf die Aufnahme des Albums konzentrieren zu können, lehnte Laurie die Rolle des Raymond Sellars in RoboCop (2014) ab.

## Titelliste
| Nr. | Titel                         | Autor(en)                                       | Länge |
| --- | ----------------------------- | ----------------------------------------------- | ----- |
| 1.  | The St. Louis Blues           | W. C. Handy (Arrangement: Rudy Stevenson)       | 4:21  |
| 2.  | Junkers Blues                 | William Jack Dupree                             | 2:55  |
| 3.  | Kiss of Fire                  | Ángel Villoldo, Lester Allen, Robert Hill       | 3:27  |
| 4.  | Vicksburg Blues               | Little Brother Montgomery                       | 4:28  |
| 5.  | The Weed Smoker's Dream       | Joe McCoy                                       | 4:17  |
| 6.  | Wild Honey                    | Robert Charles Guidry, Malcolm John Rebennack   | 4:20  |
| 7.  | Send Me to the ’Lectric Chair | George Brooks                                   | 5:26  |
| 8.  | Evenin’                       | Harry A. White, Mitchell Parish                 | 3:03  |
| 9.  | Didn’t It Rain                | Robert S.H. Martin, Traditional                 | 2:52  |
| 10. | Careless Love                 | W. C. Handy, Martha E. Koenig, Spencer Williams | 5:21  |
| 11. | One for My Baby               | John H. Mercer, Harold Arlen                    | 4:00  |
| 12. | I Hate a Man Like You         | Joseph Ferdinand Morton                         | 4:17  |
| 13. | Changes                       | Alan Price                                      | 3:58  |

## Chartplatzierungen
| ChartsChartplatzierungen     | Höchstplatzierung | Wochen |
| ---------------------------- | ----------------- | ------ |
| Deutschland (GfK)            | 41 (2 Wo.)        | 2      |
| Österreich (Ö3)              | 10 (5 Wo.)        | 5      |
| Schweiz (IFPI)               | 3 (10 Wo.)        | 10     |
| Vereinigtes Königreich (OCC) | 3 (12 Wo.)        | 12     |